# Léonore, ou L’amour conjugal
Léonore, ou L’amour conjugal („Leonore, oder Die eheliche Liebe“) ist eine Opéra-comique in zwei Akten von Pierre Gaveaux (1798) nach dem Libretto von Jean Nicolas Bouilly. Sie wurde am 19. Februar 1798 am Pariser Théâtre Feydeau uraufgeführt.

## Orchester
Die Orchesterbesetzung der Oper enthält die folgenden Instrumente:
- Holzbläser: zwei Flöten, zwei Oboen, zwei Klarinetten, zwei Fagotte
- Blechbläser: zwei Hörner, zwei Trompeten, zwei Posaunen
- Pauken
- Streicher

## Werkgeschichte
Bouillys Werk war im Hinblick auf das Sujet Vorlage für die Komponisten Ferdinando Paër (Leonora 1804) und Simon Mayr (L’amor coniugale 1805). Joseph Sonnleithner legte eine Übersetzung des Originals in deutscher Sprache vor, diese wiederum inspirierte Ludwig van Beethoven zu dessen Opern Leonore (1805, 1806) und Fidelio (1814).
Es ist unbekannt ob bzw. recht unwahrscheinlich, dass Beethoven die Partitur von Gaveaux’ Léonore kannte.
Die Oper wurde 2017 in New York erstmals wieder aufgeführt und diese Produktion auf Tonträgern aufgezeichnet.